# Bella Vista Bahía Blanca
Club Bella Vista – argentyński klub piłkarski z siedzibą w mieście Bahía Blanca leżącym w prowincji Buenos Aires.

## Osiągnięcia
- Mistrz ligi prowincjonalnej Liga del Sur (4): 1957, 1960, 1961, 2000

## Historia
Klub założony został 18 kwietnia 1921 roku, a w roku 1922 przystąpił do rozgrywek ligi prowincjonalnej Liga del Sur. Obecnie Bella Vista gra w czwartej lidze argentyńskiej Torneo Argentino B.